# Alectoris graeca
La coturnice (Alectoris graeca Meisner, 1804) è un uccello della famiglia dei Fasianidi.

## Descrizione
La coturnice è lunga 35 cm, apertura alare di 50 – 55 cm, bluastra nella parte superiore e sul petto, bianca nella gola con una striscia nera nella fronte e sulla gola, le ali degli scambi marroncini tendenti al rosso e bordati di nero, la parte inferiore color ruggine, le ali di sventolamento dal colore marroncino scuro, le penne esterne primarie di colore rosso ruggine con angoli giallastri e di colore rosso negli angoli; gli occhi sono marroncini, il becco è rosso, il piede è rosso pallido. Presenta parecchie somiglianze con il chukar. Il maschio, praticamente identico alla femmina, possiede un
corto sperone al tarso ed è mediamente un poco più grande.

## Distribuzione e habitat
La coturnice viveva nel XVI secolo lungo il Reno, ma attualmente il suo areale è ristretto alle Alpi, all'Italia e alla penisola balcanica dalla Slovenia alla Grecia.  Vive in ambienti aperti con buona copertura rocciosa. 
La coturnice si contraddistingue per agilità, astuzia e combattività; corre e si arrampica molto bene, vola in maniera leggiadra e veloce, recandosi sugli alberi solo in caso di pericolo.  Frequenta versanti soleggiati e piuttosto ripidi dominati da vegetazione erbacea e ricchi di affioramenti rocciosi. D'estate si spinge sino alle più elevate praterie alpine interrotte da pietraie, mentre in inverno la persistenza della neve al suolo la costringe a scendere sulle balze rocciose che dominano il fondovalle. 
L'agricoltura montana e la pastorizia hanno fornito per secoli ambienti artificiali assai propizi alla specie, quali campi terrazzati e pascoli dovuti a disboscamento, ed il recente declino di tali attività è senz'altro negativo per questo fasianide: le praterie non pascolate con erbe alte ed i campi abbandonati invasi da alberi e cespugli sono infatti evitati
dalla coturnice, che ha subito, negli ultimi decenni, una spiccata riduzione dell'areale potenziale di diffusione a livello alpino.

## Biologia
È una specie monogama a differenza di specie affini. In inverno vive in grandi colonie, in primavera le coppie si isolano e la femmina depone dopo 26 giorni 12-15 uova giallastre nelle Alpi a giugno e luglio in cumuli al di sotto dei cespugli o in rupi scoscese.

### Voce
Il grido della coturnice assomiglia ad un kakabi, kakabit, kakabe; il metallico e ripetuto richiamo ("ci-ci-ciak") è inconfondibile, ma viene emesso con regolarità solo in primavera, nelle prime ore del mattino e alla sera.

### Alimentazione
Si nutre di tutti i tipi di sostanze derivate dalle piante e di piccoli animali e mangia anche la punta di cereali giovani.
Ricerca al suolo vegetali e insetti, in particolare le cavallette; in inverno è obbligata a rifugiarsi in settori ove le fonti alimentari non siano ricoperte da neve, come balze rocciose e ripidi versanti esposti a sud.

### Riproduzione

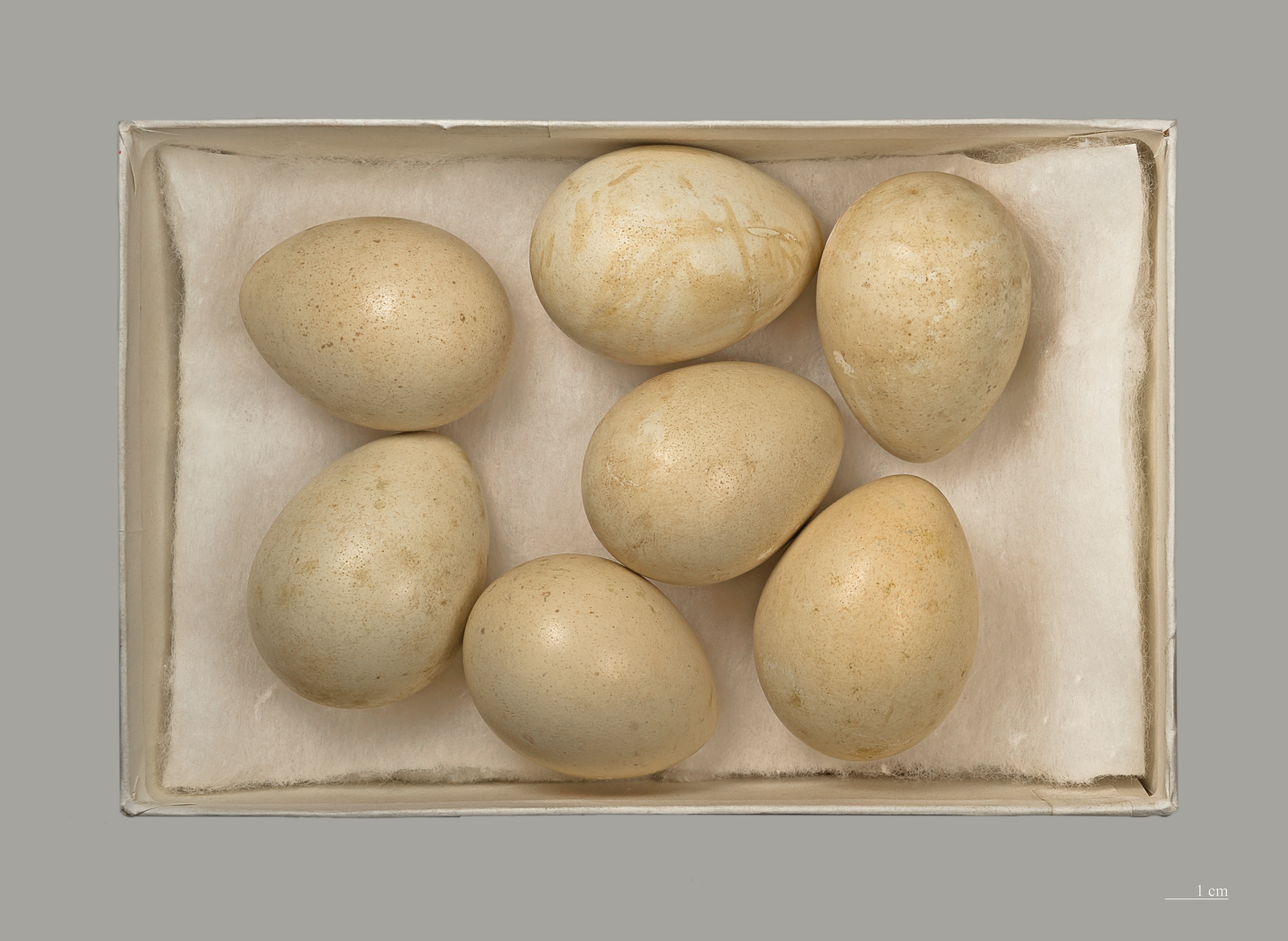
Alectoris graeca graeca

Fa una covata solo annuale in primavera inoltrata, di solito fa il nido in una buca tra le rocce, che viene imbottita con muschio e penne. Solo nel caso la prima covata non vada a buon fine, potrebbe iniziarne una seconda. Le coppie di riproduttori occupano a partire da aprile territori ampi alcune decine di ettari; vengono deposte 8-14 uova color crema debolmente chiazzate di bruno in un nido costruito al suolo al riparo di ciuffi d'erba o piccoli arbusti. La cova dura 24-26 giorni e i
pulcini sono in grado di seguire immediatamente la chioccia alla ricerca del nutrimento. 

Dal periodo di dispersione delle nidiate (settembre-ottobre) sino a marzo la specie è spiccatamente gregaria e forma gruppi composti da anche più di 10 soggetti.

## Sistematica
La coturnice ha quattro sottospecie:
- Alectoris graeca graeca (Meisner, 1804) - si trova soprattutto nei Balcani.
- Alectoris graeca orlandoi Priolo, 1984 - diffusa nella penisola italiana.
- Alectoris graeca saxatilis (Bechstein, 1805)  - vive nelle Alpi, in Slovenia e nell'Appennino settentrionale.
- Alectoris graeca whitakeri Schiebel, 1934  - endemica della Sicilia.

### Conservazione
La coturnice è classificata come prossima alla minaccia dato che le sue popolazioni sono in generale decremento numerico. Le cause di questa rarefazione sono varie, come perdita dell'habitat (anche a causa dell'abbandono delle tradizionali pratiche agricole montane nelle Alpi), disturbo da parte del turismo (soprattutto a causa dei cani tenuti senza guinzaglio), e il bracconaggio.